# Я вам покажу! (роман)
Я вам покажу! (пол. Ja wam pokażę!) – четвертий роман Катажини Ґрохоли, опублікований 2004 року у видавництві Wydawnictwo Literackie . Третя книга серії «Жаби та ангели» .
У 2006 році на екрани вийшов фільм «Я вам покажу» режисера Деніса Деліча, який є екранізацією роману . Головну роль зіграла Гражина Вольщак  . Восени 2007 року на TVP1 вийшов драматичний серіал за мотивами роману  . Головну роль зіграла Едіта Юнговська   .
Українській переклад виданий 2010 року у видавництві "Наш час".